# Paste (Unix)
paste é um utilitário de linha de comando do Unix que é usado para unir arquivos horizontalmente (fusão paralela) através da saída de linhas que consistem das linhas sequencialmente correspondentes de cada arquivo especificado, separadas por tabulações, para a saída padrão. Ele é efetivamente o equivalente horizontal ao comando utilitário cat que opera no plano vertical de dois ou mais arquivos.

## Utilização
O utilitário paste é invocado com a seguinte sintaxe:
```
paste [
opções
] [
arquivo1
 ..]
```

## Descrição
Uma vez invocado, o paste irá ler todos os seus argumentos arquivo. Para cada linha correspondente, o paste irá anexar o conteúdo de cada arquivo naquela linha para sua saída juntamente com uma tabulação. Quando tiver concluído seu funcionamento para o último arquivo, paste emitirá um caractere de nova linha e passará para a próxima linha.

## Opções
O utilitário paste aceita as seguintes opções:
-d delimitadores, que especifica uma lista de delimitadores a serem usados em vez de tabulações para separar valores consecutivos em uma única linha. Cada delimitador é usado por sua vez. Quando a lista tiver sido esgotada, o paste começa de novo no primeiro delimitador.
-s, o que faz com que o paste anexe os dados em serial em vez de em paralelo. Isto é, de um modo horizontal em vez de vertical.

## Exemplos
Considere estes dois arquivos:
telefones.txt
```
123-567
345-678
678-890
```

nomes.txt
```
Lorem
Ipsum
Dolor
```

Usando o comando paste deste modo:
```
paste nomes.txt telefones.txt
```

Obtém-se o seguinte resultado:
```
Lorem    123-567
Ipsum    345-678
Dolor    678-890      
```